# Imunoglobulina

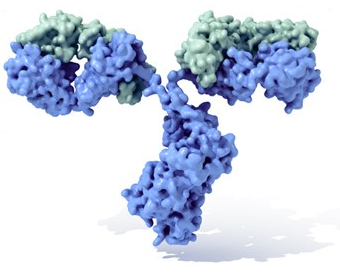
Molécula de imunoglobulina tipicamente com a sua forma em Y. Em azul observam-se as cadeias pesadas com quatro domínios Ig, enquanto que em verde mostram-se as cadeias leves. Entre o pé do Y (fracção constante, Fc) e os braços (Fab) existe uma parte mais fina conhecida como "região de dobradiça".

Os anticorpos  (Ac) (também conhecidos como imunoglobulinas, abreviado Ig) são glicoproteínas do tipo gamaglobulina, a fracção de globulinas mais abundante no plasma sanguíneo. Podem encontrar-se em forma solúvel no sangue ou noutros fluídos corporais dos vertebrados, ou podem estar inseridos na membrana plasmática, onde actuam como receptores nos linfócitos B e são empregues pelo sistema imunitário para neutralizar patógenos tais como bactérias patogénicas e viroses. Em geral, considera-se que tanto anticorpo como imunoglobulina são termos equivalentes, sendo que o primeiro termo faz referência à função, enquanto que o segundo alude à estrutura. O termo gamaglobulina refere-se às propriedades electroforéticas das imunoglobulinas solúveis no soro sanguíneo, se bem que algumas imunoglobulinas migram com as fracções alfa, beta e inclusive com a albumina.
Um anticorpo é tipicamente constituído por unidades estruturais básicas, cada uma das quais com duas grandes cadeias pesadas e duas cadeias leves de menor peso molecular. A molécula de anticorpo tem forma de Y; as extremidades dos braços do Y são o fragmento Fab por onde se ligam ao antígeno; o pé do Y é o fragmento Fc. As moléculas dos anticorpos podem aparecer em separado, como monómeros, ou associarem-se entre si formando dímeros com duas unidades ou pentâmeros com cinco unidades. Os anticorpos são sintetizados por um tipo de leucócito denominado linfócito B ou célula B. Existem diferentes tipos de anticorpos, chamados isótipos, diferenciados pela forma da cadeia pesada que apresentem.São conhecidas cinco classes de isótipos em mamíferos que desempenham funções diferentes, contribuíndo para dirigir a resposta imunitária conforme cada tipo de corpo estranho que encontram, que são: IgA, IgD, IgE, IgG e IgM.
Embora a estrutura geral de todos os anticorpos seja muito semelhante, uma pequena região do ápice da proteína é extremamente variável, permitindo a existência de milhões de anticorpos, cada um com uma extremidade ligeiramente diferente. Esta parte da proteína é conhecida como região hipervariável e dá lugar a milhões de anticorpos diferentes. Cada uma destas variantes pode ligar-se a um "alvo" diferente, que é o antígeno Esta enorme diversidade de anticorpos permite ao sistema imunitário reconhecer uma diversidade igualmente elevada de antígenos. O anticorpo não reconhece o antígeno na sua globalidade, mas apenas reconhece certas partes dele. Essa parte do antígeno reconhecida pelo anticorpo denomina-se epítopo. Um antígeno pode ter múltiplos epítopos na sua superfície. Estes epítopos unem-se ao seu anticorpo numa interacção altamente específica que se denomina adaptação induzida, que permite aos anticorpos identificar e unir-se apenas ao seu único antígeno no meio dos milhões de moléculas diferentes que compõem um organismo.
O reconhecimento dum antígeno por um anticorpo deixa o antígeno marcado para ser atacado por outros componentes do sistema imunitário. Os anticorpos também podem neutralizar os seus objectivos directamente, mediante, por exemplo, a ligação a uma porção dum patógeno necessária para que este provoque uma infecção.
A extensa população de anticorpos e a sua diversidade é gerada por combinações ao acaso de um jogo de segmentos genéticos que codificam diferentes lugares de ligação ao antígeno (ou parátopos), que posteriormente, durante o desenvolvimento do linfócito, sofrem mutações aleatórias nesta zona do gene do anticorpo, o qual origina uma diversidade ainda maior. Os genes dos anticorpos também se reorganizam num processo conhecido como comutação da classe das imunoglobulinas que troca a cadeia pesada por outra, criando um isótipo de anticorpo diferente mantendo, contudo, a região variável específica para o antígeno alvo. Isto possibilita que um só anticorpo possa ser usado pelas diferentes partes do sistema imunitário. A produção de anticorpos é a função principal do sistema imunitário humoral.

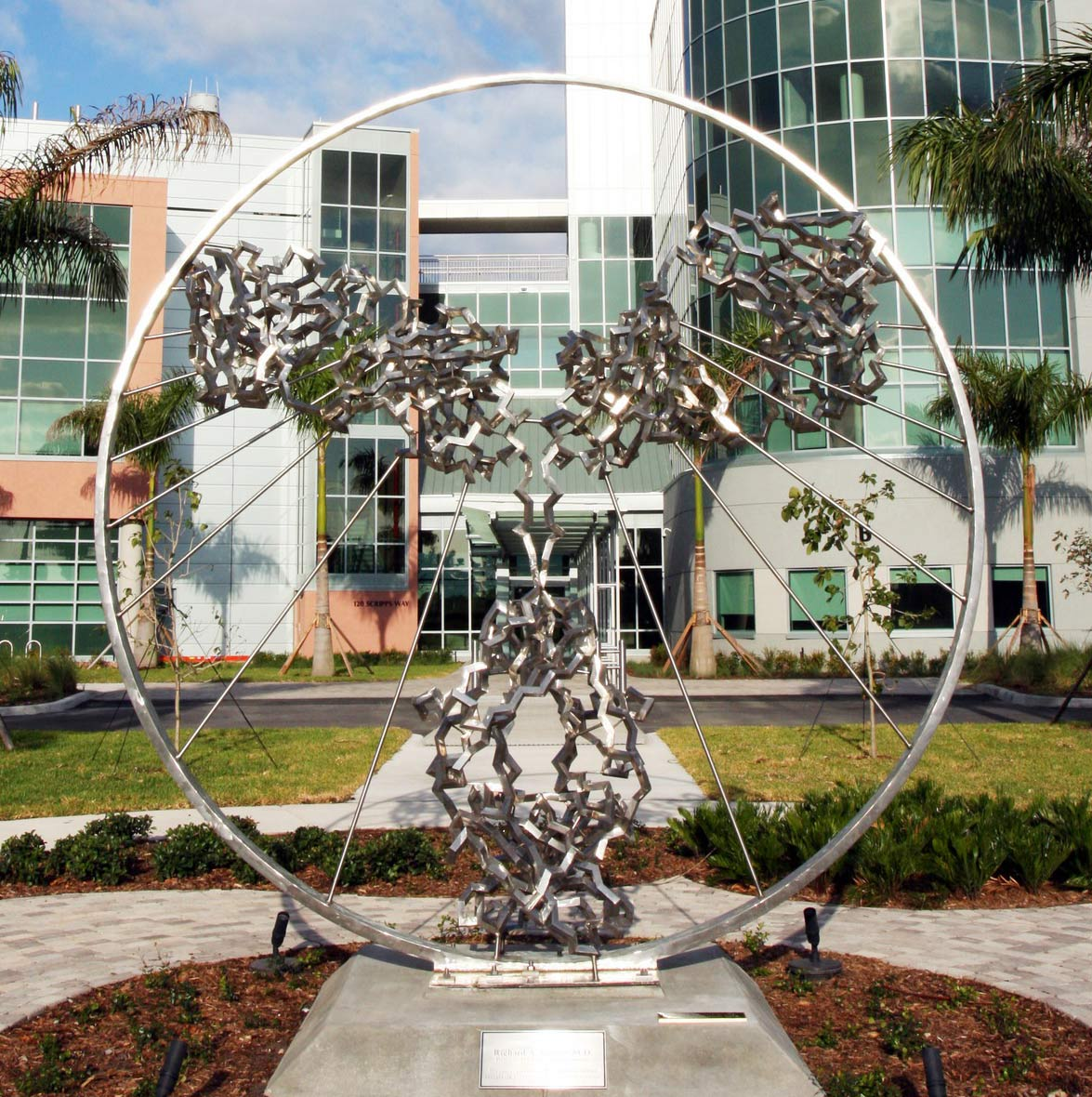
A escultura Anjo do oeste (Angel of the West) (2008) de Julian Voss-Andreae basea-se na estrutura do anticorpo publicada por E. Padlan. Desenhada para o campus Flórida do Instituto de Investigação Scripps, o anticorpo está situado dentro dum anel que faz lembrar o Homem vitruviano de Leonardo da Vinci, destacando assim as dimensões similares do anticorpo e do corpo humano.

## História
A primeira menção do termo "anticorpo" aparece num texto do bacteriologista alemão Paul Ehrlich (1854-1915). O termo "Antikörper" (a palavra alemã para anticorpo) aparece na conclusão de seu artigo "Estudos Experimentais sobre Imunidade", publicado em Outubro de 1891, que estabelece que "se duas substâncias dão origem a dois Antikörper diferentes, então elas próprias têm que ser obrigatoriamente diferentes". No entanto, o termo não foi inicialmente aceito, tendo sido propostos vários termos alternativos para anticorpo; incluindo Immunkörper, Amboceptor, Zwischenkörper, substance sensibilisatrice, copula, Desmon, philocytase, fixateur e Immunisin. A palavra anticorpo teria uma analogia formal com a palavra antitoxina e um conceito idêntico para Immunkörper (em português: corpo imune). Como tal, a construção original da palavra contém um defeito lógico; antitoxina sugere algo que se opõe a uma toxina, enquanto que anticorpo sugere um corpo que se opõe a algo.
Em 1890 foi quando se começou o estudo dos anticorpos, quando o fisiologista alemão Emil Adolf von Behring (1854-1917) e o bactereologista japonês Shibasaburo Kitasato (1852-1931), descreveram em 1890, pela primeira vez, as actividades dos anticorpos contra as toxinas da difteria e do tétano. Behring e Kitasato propuseram a teoria da imunidade humoral, que estabelecia a existência dum mediador no soro sanguíneo que poderia reagir com um antígeno estranho, dando-lhe o nome de anticorpo. A sua ideia fez com que, em 1897, Paul Ehrlich propusesse a teoria da cadeia lateral sobre a interacção entre o antígeno e anticorpo e elaborasse a hipótese de que existiam receptores (descritos como "cadeias laterais") na superfície das células que se poderiam unir especificamente a toxinas — numa interacção de tipo chave-fechadura— e que esta reacção de acoplamento seria o disparo para a produção de anticorpos.
Em 1904, seguindo a ideia de outros investigadores de que os anticorpos se encontravam livres no sangue, Almroth Wright sugeriu que os anticorpos solúveis recobriam as bactérias para assinalá-las para a sua fagocitose e destruição num processo denominado opsonização.
Na década de 1920, o imunologista americano Michael Heidelberger (1888-1991) e o médico canadense Oswald Avery (1877-1955) descobriram a natureza dos anticorpos postulados ao observar que os antígenos podiam ser precipitados por anticorpos, o que os levou à demonstração de que os anticorpos eram compostos protéicos.
Desta forma, começava uma linha de pesquisa voltada para a elucidação das propriedades bioquímicas da interação antígeno-anticorpo, como a análise detalhada da ligação de um antígeno com o seu anticorpo, realizada pelo médico americano John Marrack (1886–1976) em finais da década de 1930. Logo depois, na década de 1940, deu-se o principal avanço, quando Linus Pauling confirmou a teoria da chave-fechadura proposta por Ehrlich mostrando que as interacções entre anticorpos e antígenos dependiam mais da sua forma do que da sua composição química. Em 1948, Astrid Fagreaus descobriu que os linfócitos B transformados em células plasmáticas eram responsáveis pela produção de anticorpos.

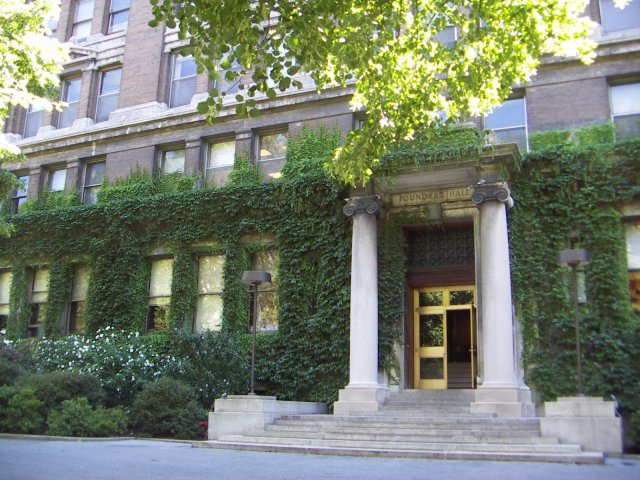
A Universidade Rockefeller, antigo Instituto de Medicina, onde se desenvolveram boa parte dos avanços no estudo dos anticorpos.

Os trabalhos de investigação que se seguiram concentraram-se na caracterização da estrutura molecular dos anticorpos: No começo da década de 1960 produziu-se o principal avanço neste sentido, com a descoberta por Gerald M. Edelman e Joseph Gally da cadeia leve, e a compreensão de que esta era idêntica à proteína de Bence Jones descrita em 1845 por Henry Bence Jones. Edelman continuou com a descoberta de que os anticorpos estavam compostos por cadeias leves e pesadas unidas por ligações dissulfeto. Na mesma época, Rodney Porter caracterizou as regiões de ligação do antígeno no anticorpo (Fab ou F antigen-binding) e a cola do anticorpo (Fc) no tipo IgG. Conjuntamente, estes cientistas deduziram a estrutura e a sequência completa de aminoácidos da IgG, pelo qual receberam ex aequo o Prémio Nobel de Fisiologia ou Medicina em 1972.
Apesar de a maioria destes primeiros estudos se centrarem nas IgM e IgG, identificaram-se também outros isótipos de imunoglobulinas na década de 1960: Thomas Tomasi descobriu os anticorpos secretados (IgA) e David S. Rowe e John L. Fahey identificaram a IgD, e a IgE foi identificada por Kikishige Ishizaka e Teruki Ishizaka como uma classe de anticorpos envolvidos nas reacções alérgicas. Em 1975 César Milstein e Georges J.F. Köhler idealizaram o método para a produção de anticorpos monoclonais. Em 1976, os estudos genéticos revelaram a base da vasta diversidade dos anticorpos quando Susumu Tonegawa identificou a recombinação somática dos genes de imunoglobulina.

## Formas de anticorpos

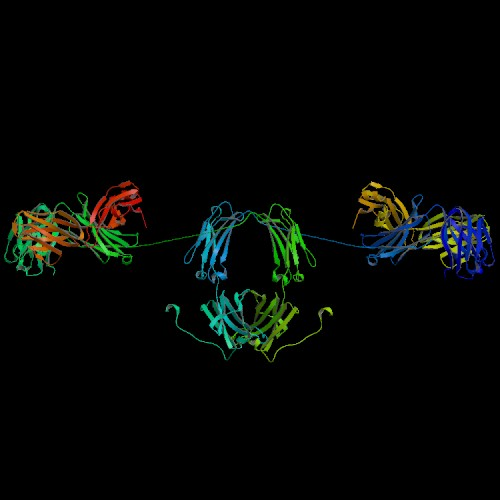
Diagrama de fitas da estrutura molecular de uma imunoglobulina A, um tipo de Ig segregável.

Os linfócitos B activados se diferenciam em células plasmáticas, cuja função é a produção de anticorpos solúveis ou ainda em linfócitos B de memória, que sobrevivem no organismo durante os anos seguintes para possibilitar que o sistema imunitário se lembre do antígeno e responda mais rápido a futuras exposições ao agente imunógeno. Os anticorpos são, portanto, um produto essencial do sistema imunitário adaptativo que aprendem e lembram-se das respostas a patógenos invasores. Os anticorpos encontram-se em duas formas: na forma solúvel segregada no sangue e noutros fluídos do corpo e na forma unida à membrana celular que está ancorada à superfície dum linfócito B.

### Forma solúvel
Os anticorpos solúveis são segregados por um linfócito B activado (na sua forma de célula plasmática) para unir-se a substâncias estranhas e sinalizá-las para a sua destruição pelo resto do sistema imunitário. Também se lhes poderia chamar anticorpos livres até que se unam a um antígeno e acabem como parte dum complexo antígeno-anticorpo ou denominá-los anticorpos segregados.
Nesta forma solúvel as imunoglobulinas unem-se a moléculas adicionais. Nas IgM, por exemplo, encontramos uma glicoproteína unida à fracção constante através de pontes dissulfeto com cerca de 15 KDa, chamada cadeia J. Ao isotipo IgA une-se-lhe a chamada "peça de secreção". Trata-se de uma glicoproteína que se forma nas células epiteliais e glândulas exócrinas e que, posteriormente, se une à imunoglobulina para facilitar a sua secreção.

### Forma ancorada à membrana
A forma ancorada à membrana de um anticorpo poder-se-ia chamar imunoglobulina de superfície (sIg) ou imunoglobulina de membrana (mIg), uma vez que não é segregado: sempre está associado à membrana plasmática. Faz parte do receptor do linfócito B (BCR), que permite que este detecte quando um antígeno específico está presente no organismo, desencadeando a activação do linfócito B. O BCR é composto por anticorpos IgD ou IgM ligados à superfície de membrana e aos seus heterodímeros associados Ig-α e Ig-β que têm capacidade de realizar a transdução de sinais do reconhecimento do anticorpo para o interior da célula. Um linfócito B humano comum tem entre 50 000 e 100 000 anticorpos unidos à sua superfície. Após o acoplamento do antígeno, estes agrupam-se formando grandes adesivos cujo diâmetro pode ser superior a 1μm em balsas lipídicas que isolam os BCR (receptores da célula B) da maior parte dos restantes receptores de sinalização celular. Estes adesivos poderiam melhorar a eficiência da resposta imune celular. Nos seres humanos, a superfície celular encontra-se livre de outras proteínas ao redor dos receptores dos linfócitos B em distâncias com alguns milhares de angstroms, o que reduz de tal maneira as influências que competem com a sua função, que pode-se dizer que isola os BCR.

## Isótipos, alótipos e idiótipos

### Isótipos
Os anticorpos podem existir em diferentes formas conhecidas como isótipos ou classes. Nos mamíferos existem cinco isótipos diferentes de anticorpos, conhecidos como IgA, IgD, IgE,IgG e IgM com diferentes cadeias pesadas. Possuem o prefixo "Ig" que significa imunoglobulina, e diferenciam-se pelas suas propriedades biológicas, localizações funcionais e habilidade para lidar com diferentes antígenos, como mostrado na tabela 1.
O isótipo altera-se durante o desenvolvimento e a activação dos linfócitos B. Antes da maturação destes últimos, quando ainda não foram expostos ao seu antígeno, são conhecidos como linfócitos B imaturos e só expressam o isótipo IgM na sua forma ancorada à superficie celular. Os linfócitos B imaturos começam a expressar tanto IgM como IgD ligadas à membrana quando alcançam a maturação, momento a partir do qual estão prontos para responder ao seu antígeno e ganham a alcunha de linfócitos B vírgens. A activação dos linfócitos B virgens continua ao encontro e ligação deste com o seu antígeno. O antígeno é então internalizado e processado, de maneira que seus fragmentos proteicos são apresentados por moléculas do MHC de classe II na superfície do linfócito B. Essa apresentação permite que linfócitos T auxiliares previamente ativados por células dendríticas reconhecam o fragmento do antígeno na superfície dos linfócitos B e os ativem por meio da liberação de citocinas, o que estimula o linfócito B para que se divida e se diferencie numa célula produtora de anticorpos denominada plasmática. Nesta forma activada, os linfocitos B começam a segregar anticorpos em vez de ancorá-los à membrana. Algumas células filhas dos linfócitos B activados sofrem uma mudança isotípica, um mecanismo que faz com que a produção de anticorpos nas formas IgM ou IgD se transmute para os outros tipos, IgE, IgA ou IgG, que desempenham diferentes funções no sistema imunitário.
| Nome | Descrição                                                                                 |
| ---- | ----------------------------------------------------------------------------------------- |
| IgY  | Encontra-se em aves e répteis; está relacionada com a IgG de mamíferos.                   |
| IgW  | Própria dos peixes elasmobranquios (tubarões, raias); relacionada com a IgD de mamíferos. |

### Alótipos
Por alótipos entende-se os diferentes anticorpos que têm pequenas diferenças na sequência de aminoácidos na região constante das cadeias leves e pesadas produzidos pelos diferentes indivíduos de uma espécie, que se herdam de forma mendeliana.
Em seres humanos descreveram-se 3 tipos de determinantes alotípicos:
- Em 1956 Grubb e Laurell descobrem o sistema Gm na classe de imunoglobulinas IgG. Este sistema revelou os diversos alótipos das cadeias pesadas. Também permitiu diferenciar quatro subclasses nestas moléculas: IgG1, IgG2, IgG3 e IgG4 que estão determinadas geneticamente;[39]
- C. Ropartz e colaboradores descobriram em 1961 para o sistema Km (inicialmente chamado Inv), localizado na cadeia leve Kappa. Este alótipo está presente a todas as classes de imunoglobulina;
- Também existe o sistema ISf, situado na cadeia pesada γ1 da IgG1. A expressão desta especificidade aumenta com a idade, e dá-se em 25 % dos indivíduos antes dos 20 anos e em até 60 % depois dos 70 anos nos caucasóides;
- Os alótipos definidos pelo sistema Am situam-se nas IgA, e mais precisamente nas cadeias α2. Existem dois isótipos, α1 e α2, que caracterizam as subclasses Am1 e Am2 das IgA.[40]

### Idiótipo
O idiótipo consiste nas diferenças encontradas nas Ig na parte hipervariável das cadeias pesada e leve, que são próprias das moléculas de anticorpos pertencentes a um clone em particular. Este elemento faz parte ou está muito próximo ao sítio de reconhecimento do antígeno, e está situado na porção variável Fab. O parátopo é a parte da região variável do anticorpo que se une ao antígeno. Face aos idiótipos formar-se-iam anticorpos (anticorpos de anticorpos). Segundo a teoria de Jerne, a formação de anticorpos anti-idiótipo formaria uma rede (rede de Jerne) cuja função seria regular a síntese de novas imunoglobulinas.

## Estrutura
Os anticorpos são proteínas plasmáticas globulares pesadas (~150 kDa), também conhecidas por imunoglobulinas. Têm cadeias de açúcares unidas a algum dos seus resíduos de aminoácidos; por outras palavras, são glicoproteínas. A unidade básica funcional dos anticorpos é o monómero de imunoglobulina, que contém uma só unidade de Ig. Os anticorpos segregados também podem ser dímeros com duas unidades de Ig, como no caso das IgA, tetraméricos com quatro unidades Ig como nas IgM de teleósteos, ou pentaméricos com cinco unidades de IgM, como no caso das IgM de mamíferos.

### Primeiros trabalhos

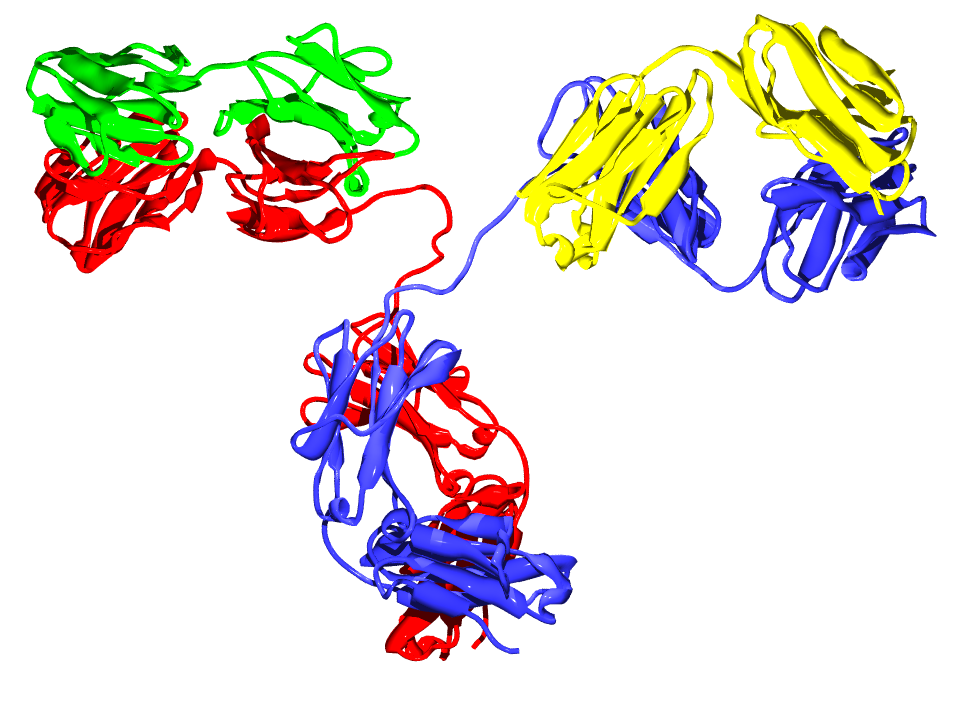
As imunoglobulinas constam de diferentes domínios, que por sua vez se agrupam em duas cadeias pesadas (vermelho e azul na figura) e as duas cadeias leves (verde e amarelo) do anticorpo. Os domínios da imunoglobulina são compostos por entre 7 (no caso da IgC) e 9 (na IgV) pregas β.

As primeiras investigações sobre a estrutura dos anticorpos foram realizadas por meio de simples digestões com pepsina e papaína por Rodney Robert Porter e Gerald M. Edelman, seguidas de electroforese. Ambos receberam com isto o Prémio Nobel de medicina em 1972. Também foi importante a figura de Alfred Nisonoff:
- Na década de 1950, Porter fez uma digestão suave com papaína, obtendo três fragmentos, dois dos quais retinham a especificidade de antígeno (fragmento Fab, do inglês ab → antigen-binding), enquanto que o terceiro não mostrava actividade de união e podia cristalizar (fragmento Fc, c → cristalizável);
- Em 1959, Edelman, utilizando 2-mercaptoetanol e ureia, seguido de electroforese, conseguiu isolar as cadeias leves e pesadas, ao dissociar as suas ligações dissulfeto e não covalentes.
- Nesse mesmo ano, Porter identificou os componentes das cadeias leves e pesadas que se encontravam nos seus fragmentos digeridos com papaína e pepsina, e conseguiu medir os seus pesos moleculares;
- Em 1960, Nisonoff demonstrou que a digestão com pepsina de IgG produzia um fragmento bivalente, que na realidade é formado por outros dois, que ele denominou F (ab')2.[44]

### Domínios de imunoglobulina
O monómero de Ig é uma molécula em forma de "Y" que consiste de duas cadeias de polipéptido; duas cadeias pesadas idênticas e duas cadeias leves idênticas conectadas por ligações dissulfeto. Cada cadeia é composta por domínios estruturais chamados domínios Ig. Estes domínios contêm entre 70 e 110 aminoácidos e classificam-se em diferentes categorias, por exemplo em variáveis (IgV) e constantes (IgC) de acordo com o seu tamanho e função. Têm uma "prega de imunoglobulina" característica no qual duas folhas beta geram uma forma de "sandwich", permanecendo juntas por interacções entre cisteínas bem conservadas ao longo da evolução, assim como outros aminoácidos carregados.

### Cadeia pesada

1. Região Fab.
2. Região Fc3.
3. Cadeia pesada com um domínio variável (V_{H}) seguido por um domínio constante (C_{H}1), uma região de dobradiça, e mais dois constantes, os domínios (C_{H}2 e C_{H}3).
4. Cadeia leve com um domínio variável (V_{L}) e um constante (C_{L}).
5. Lugar de união com o antígeno (parátopo)
6. Regiões de dobradiça.

Há cinco tipos de Ig em mamíferos que se designam por letras gregas: α, δ, ε, γ e μ. O tipo de cadeia pesada presente define a classe (isótipo) do anticorpo. Estas cadeias encontram-se nos anticorpos IgA, IgD, IgE, IgG, e IgM, respectivamente. As diferentes cadeias pesadas diferem em tamanho e composição: α e γ contêm aproximadamente 450 aminoácidos, enquanto que μ e ε possuem aproximadamente 550 aminoácidos.
As cadeias pesadas γ, α e δ possuem uma região constante composta por três domínios estruturais Ig em tandem e uma região de dobradiça para lhe proporcionar flexibilidade. As cadeias pesadas μ e ε possuem uma região constante composta por quatro domínios de imunoglobulina A região variável da cadeia pesada é diferente nos anticorpos produzidos nos diferentes linfócitos B, mas é idêntica para todos os anticorpos produzidos pelo mesmo linfócito B ou pela sua linha clonal. A região variável de cada cadeia pesada é de aproximadamente 110 aminoácidos e é composta por um único domínio Ig.
Recentemente pôde determinar-se a topologia in vivo do gene da cadeia pesada, Igh, tendo este sido um dos primeiros estudos nesse campo. O resultado é que a cromatina se dispõe formando circulos sucessivos unidos por linkers, dando lugar a formas parecidas com uma flor. A posição relativa dos diferentes segmentos varia drasticamente ao longo do desenvolvimento do linfócito B, permitindo assim um maior alcance de interacções genómicas.

### Cadeia leve
Nos mamíferos existem dois tipos de cadeia leve, chamados lambda (λ) e kappa (κ). Uma cadeia leve contém dois domínios sucessivos: um domínio constante e outro variável. O comprimento aproximado da cadeia leve é de 211 a 217 aminoácidos. Cada anticorpo contém duas cadeias leves que são sempre idênticas. Só um tipo de cadeia leve, κ ou λ, encontra-se presente dentro do mesmo anticorpo em mamíferos. Outros tipos de cadeias leves como a cadeia iota (ι), encontram-se em vertebrados inferiores, como os peixes condrictios e teleósteos.

### Regiões Fab e Fc
Algumas partes do anticorpo têm funções únicas. As extremidades dos braços do "Y", por exemplo, contêm o lugar que se une ao antígeno e, portanto, reconhecem elementos estranhos específicos e neles esconde as extremidades N-terminal das cadeias polipeptídicas leve e pesada. Esta região do anticorpo chama-se fragmento de ligação do antígeno ou região Fab. É composta por um domínio constante e outro variável de cada uma das cadeias leve e pesada do anticorpo. O parátopo é formado pelos domínios variáveis das cadeias pesada e leve na sua extremidade amino terminal. A função que a base ou pé do "Y" desempenha consiste em modular a actividade da célula imunitária. Esta região chama-se fragmento cristalizável ou Fc e é composta por dois ou três domínios constantes de ambas as cadeias pesadas, o tipo de cadeia pesada depende da classe do anticorpo. O pé termina nas extremidades C-terminal das cadeias pesadas. Mediante a ligação a proteínas específicas a região Fc assegura que cada anticorpo gera uma resposta imunitária adaptada para um antígeno específico. A região Fc também se une a vários receptores celulares como o receptor do Fc e outras moléculas do sistema imunitário como as proteínas do complemento. Ao efectuar isto, intervém na mediação de diferentes efeitos fisiológicos como o reconhecimento de partículas opsonizadas (unindo-se a FcγR), lise celular (unindo-se ao complemento) e desgranulação dos mastócitos, basófilos e eosinófilos (unindo-se a FcεR).

## Função
Como os anticorpos se encontram na forma livre na corrente sanguínea, diz-se que fazem parte do sistema imunitário humoral. Os anticorpos circulantes são produzidos por linhas clonais de linfócitos B que respondem especificamente a um antígeno que pode ser um fragmento de proteína da cápside viral, por exemplo. Os anticorpos contribuem para a imunidade de três formas: podem impedir que os patógenos entrem nas células ou as danifiquem ao unir-se a elas (neutralização). Podem estimular a eliminação dum patógeno pelos macrófagos e outras células recubrindo o patógeno (opsonização) e podem desencadear a destruição directa do patógeno estimulando outras respostas imunes como a via do complemento (lise).
Os principais tipos de acção dos anticorpos no sistema imunitário podem resumir-se a:
- Neutralização, na qual anticorpos neutralizantes bloqueiam partes da superfície de uma célula bacteriana ou virião para fazer com que o seu ataque não seja efectivo ou neutralizam toxinas.
- Aglutinação, na qual os anticorpos fazem com que as células estranhas "se peguem umas às outras" formando grupos compactos que são alvos atractivos para a fagocitose.
- Precipitação, na qual os anticorpos fazem com que os antígenos solúveis no soro se "peguem entre si", o que provoca a sua precipitação fora da solução em grupos que depois serão fagocitados.
- Activação do complemento (fixação), na qual os anticorpos que estão unidos à superfície das células estranhas favoreçam o ataque do complemento e a formação do complexo de ataque à membrana, o que conduz a lise das células estranhas e impulsiona a inflamação por atracção quimiotáctica de células inflamatórias.

### Activação do complemento
Os anticorpos que se unem à superfície dos antígenos, por exemplo numa bactéria, atraem os primeiros componentes da cascata do complemento por meio da sua região Fc e iniciam a activação do sistema "clássico" do complemento. Isto provoca a morte da bactéria de duas maneiras: Primeiro, a união das moléculas do complemento com o anticorpo marca o micróbio para a ingestão pelos fagócitos num processo chamado opsonização. Estes fagócitos são atraídos por determinadas moléculas do complemento. Em segundo lugar, alguns componentes do sistema do complemento formam um complexo de ataque à membrana para ajudar os anticorpos a matar a bactéria por meio da lise. Os anticorpos mais efectivos na activação do sistema do complemento são os do tipo IgM e os IgG subclasse 1 e 3 (IgG1 e IgG3).

### Activação das células efetoras
Para combater os patógenos que se replicam no exterior das células, os anticorpos unem-se aos patógenos para ensamblá-los todos juntos provocando a sua aglutinação. Como um anticorpo tem pelo menos dois parátopos (os que são poliméricos têm mais) pode unir-se a mais de um antígeno acoplando-se a epítopos idênticos presentes nas superfícies desses antígenos. Ao cobrirem o patógeno, os anticorpos estimulam as funções efetoras contra este nas células que reconhecem a região Fc.
Aquelas células que reconhecem os patógenos recobertos de anticorpos têm receptores do Fc que, como o próprio nome indica, interagem com a região Fc dos anticorpos IgA, IgG, e IgE. O acoplamento dum anticorpo específico com o receptor Fc de uma determinada célula desencadeia nela uma função efetora: os fagócitos realizarão a fagocitose, os mastócitos e os neutrófilos sofrerão a desgranulação, as células exterminadoras naturais libertarão citocinas e moléculas citotóxicas que finalmente acabarão por destruir o micróbio invasor. A activação das células exterminadoras naturais por anticorpos dá início a um mecanismo citotóxico conhecido como citotoxicidade mediada por células dependente de anticorpos (ADCC) - este processo pode explicar a eficácia dos anticorpos monoclonais usado em terapias biológicas contra cancro. Os receptores Fc são específicos do isótipo, o que dá uma maior flexibilidade ao sistema imunitário, afectando só o mecanismo imune adequado para os diferentes patógenos.

### Anticorpos naturais
Os humanos e primatas superiores produzem também os chamados "anticorpos naturais" que estão presentes no soro sanguíneo antes que a infecção viral se origine. Os anticorpos naturais foram definidos como anticorpos que se produzem sem que exista uma infecção prévia, vacinação, exposição a outros antígenos alheios ou imunização passiva. Estes anticorpos podem activar a via clássica do complemento, o que origina a lise de partículas víricas com envoltura muito antes de activada a resposta imunitária adaptativa. Muitos anticorpos naturais são direccionados contra o dissacárido galactose α(1,3)-galactose (α-Gal), que se encontra como açúcar terminal de proteínas da superfície celular glicosiladas, e são gerados em resposta à produção deste açúcar pelas bactérias que se encontram no tracto digestivo humano. Acredita-se que a rejeição de órgãos xenotransplantados se produza, em parte, como resultado de anticorpos naturais circulantes no soro do receptor que se unem a antígenos α-Gal expressados no tecido do doante.

## Interacções antígeno-anticorpo
O parátopo do anticorpo (situado nas extremidades dos braços do Y) interage com o epítopo do antígeno. Um antígeno geralmente contém diferentes epítopos ao longo da sua superfície, dispostos de forma descontinua, e os epítopos dominantes dum antígeno são denominados determinantes antigénicos.
O antígeno e o anticorpo interagem por complementariedade espacial (como uma chave na sua fechadura). As forças moleculares implicadas nas interacções da extremidade Fab do anticorpo com o epítopo do antígeno são débeis e não específicas, como forças electrostáticas, ligações de hidrogénio interacções hidrofóbicas e forças de Van der Waals. Isto significa que a união entre o anticorpo e o antígeno é reversível, e a afinidade do anticorpo para o antígeno é relativa em vez de absoluta. Uma união relativamente fraca também significa que é possível que um anticorpo estabeleça reacções cruzadas com diferentes antígenos que têm diferentes afinidades relativas.
Frequentemente, assim que um anticorpo se une com o seu antígeno, estes formam um imunocomplexo, que funciona como um objecto unitário e podendo mesmo actuar como um antígeno do seu, que será contrariado por outros anticorpos. De modo similar, os haptenos são pequenas moléculas que não provocam uma resposta imunitária por sim sós, mas, assim que se unem a proteínas, o complexo resultante aduto hapteno-portador é antigénico.

## Diversidade das imunoglobulinas
Praticamente todos os microorganismos podem desencadear a resposta dos antianticorpos. O reconhecimento e erradicação bem sucedidos de tipos muitos distintos de micróbios requer que os anticorpos possuam uma enorme diversidade. A sua composição de aminoácidos varía para lhes permitir interagir com antígenos muito diferentes. Estima-se que os seres humanos gerem cerca de 10 mil milhões de anticorpos diferentes, cada um dos quais com a capacidade de se unirem a um epítopo diferente. Embora se gere um enorme repertório de diferentes anticorpos num mesmo indivíduo, o número de genes disponíveis para fabricar estas proteínas é limitado. Nos vertebrados evoluíram diferentes mecanismos genéticos complexos para permitir que os linfócitos B gerem esta diversidade a partir de um número relativamente pequeno de genes de anticorpos.

### Variabilidade de domínios

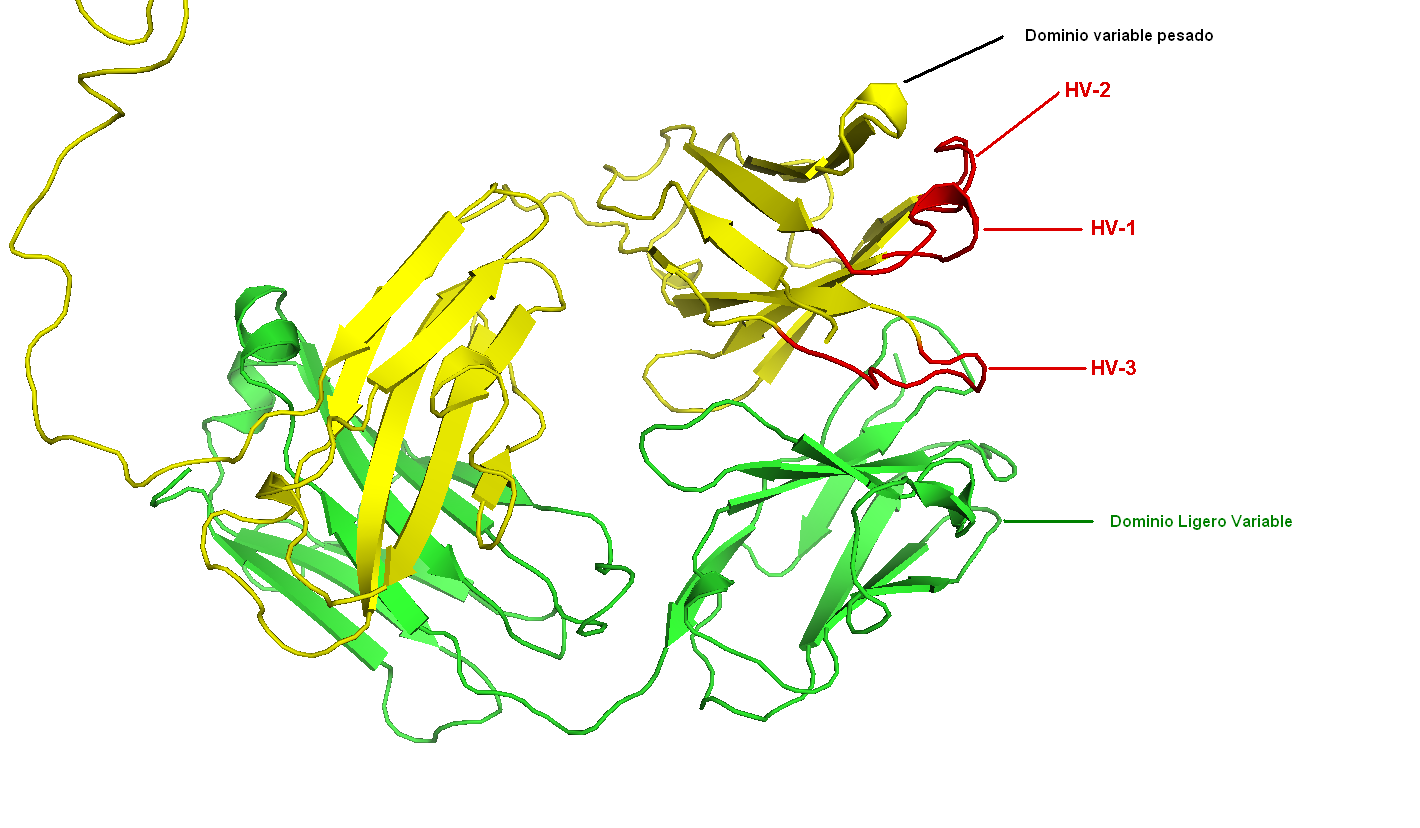
As regiões hipervariáveis da cadeia pesada são mostradas em vermelho,.

A região (locus) do cromossoma que codifica um anticorpo é grande e contém vários genes diferentes para cada domínio de anticorpo, que se combinam entre si. O locus que contém os genes para cadeias pesadas (IGH @) pode ser encontrado em humanos no cromossoma 14 e loci contêm os genes lambda e kappa da cadeia leve (IGL@ e IGK@) são encontrados no 22 e no 2. Um destes domínios é conhecido como "domínio variável" e está presente em todas as cadeias leves e pesadas dos anticorpos, mas pode ser diferente entre os diferentes anticorpos gerados pelas diversas linhas de linfócitos B. 
As diferenças entre os domínios variáveis estão localizadas em três bucles conhecidos como regiões hipervariáveis (HV-1, HV-2 e HV-3) ou regiões determinantes da complementaridade (CDR1, CDR2 e CDR3). As CDRs são mantidas dentro dos domínios variáveis por regiões de armação conservadas. O locus da cadeia pesada contém cerca de 65 genes diferentes de domínio variável, que diferem nos seus CDRs. Combinando estes genes com vários genes doutros domínios, gera-se um grande contingente de anticorpos com um alto grau de variabilidade. Esta combinação é chamada recombinação V(D)J.

### Recombinação V(D)J

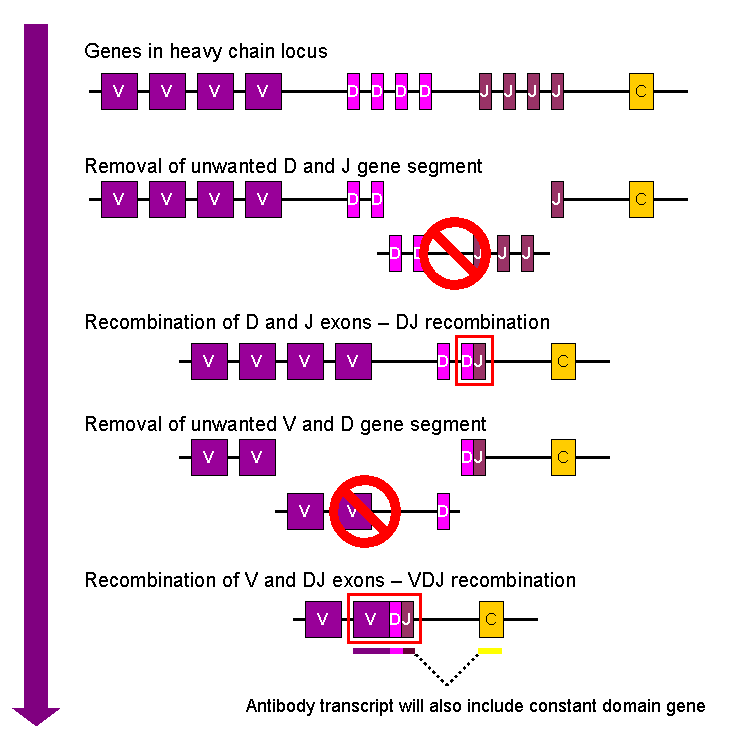
Esquema simples da recombinação V(D)J das cadeias pesadas de imunoglobulina.

A recombinação somática das imunoglobulinas, chamadas recombinação V(D)J, consiste na criação de uma região variável de imunoglobulina exclusiva formada pela combinação de vários segmentos genéticos (subgenes). A região variável de cada imunoglobulina pesada é codificada por várias partes, denominadas segmentos, chamados segmento variável (V), de diversidade (D) e de acoplamento — joining, em inglês— (J). Os segmentos V, D e J encontram-se nas cadeias pesadas. Nas leves só encontramos os segmentos V e J. Há múltiplas cópias de todos estes segmentos organizadas em tandem no genoma dos mamíferos. Na medula óssea cada linfócito B em desenvolvimento ensambla a região variável da sua imunoglobulina selecionando e combinando um segmento V com um D e outro J na cadeia pesada e um V e outro J na cadeia leve. Como existem múltiplas cópias ligeiramente distintas para cada sequência genética dos segmentos, vão-se dar diferentes combinações que por intermédio deste processo geram um elevado número de parátopos e também diferentes especificidades de antígeno. Curiosamente, o rearranjo de vários subgenes (isto é, a família V2) para a imunoglobulina de cadeia leve lambda é acoplado com a activação do microRNA miR-650, que influencia ainda mais a biologia dos linfócitos B.
As proteínas RAG desempenham um importante papel na recombinação V(D)J ao cortarem o ADN em determinadas regiões. Sem a presença destas proteínas a recombinação V(D)J não pode ocorrer.
Após a produção de uma imunoglobulina funcional por um linfócito B durante a recombinação V(D)J este não poderá expressar nenhuma região variável diferente (este processo chama-se exclusão alélica). Portanto, cada linfócito B só pode produzir anticorpos que contenham um único tipo de cadeia variável.

### Hipermutação somática e maturação da afinidade
Outro mecanismo que gera diversidade nos anticorpos tem lugar nos linfócitos B maduros. Após a activação pelo antígeno, os linfócitos B começam a proliferar rapidamente. Nestas células em rápida divisão, os genes que codificam os domínios variáveis das cadeias pesadas e leves sofrem uma grande taxa de mutação pontual através de um processo chamado hipermutação somática. Esta produz aproximadamente a troca dum nucleótido por um gene variável e célula em cada divisão celular. Como consequência, qualquer célula filha de uma linha de linfócitos B adquire uma ligeira diferença na sequência de aminoácidos dos domínios variáveis das suas cadeias de anticorpos.
A hipermutação somática serve para aumentar a diversidade do reservatório de anticorpos e influi na afinidade da ligação entre o antígeno e o anticorpo. Algumas mutações pontuais acabam por produzir anticorpos que têm interações mais fracas (baixa afinidade) com o seu antígeno do que o anticorpo original, enquanto que outras geram anticorpos com uma interação mais forte (alta afinidade). Os linfócitos B que expressam anticorpos de elevada afinidade na sua superfície recebem um forte sinal para que sobrevivam durante as interações com outras células, enquanto que as que expressam anticorpos de baixa afinidade morrerão por apoptose. Assim, os linfócitos B que expressam anticorpos com uma afinidade mais elevada pelo seu antígeno competirão com vantagem contra aqueles de menor afinidade na sua função e sobrevivência permitindo o aumento do nível médio de afinidade dos anticorpos ao longo do tempo. O processo de produção de anticorpos com afinidade aumentada progressivamente denomina-se maturação da afinidade. A maturação da afinidade tem lugar nos linfócitos B maduros após a recombinação V(D)J e depende do suporte que recebam dos linfócitos T colaboradores.

### Comutação de classe

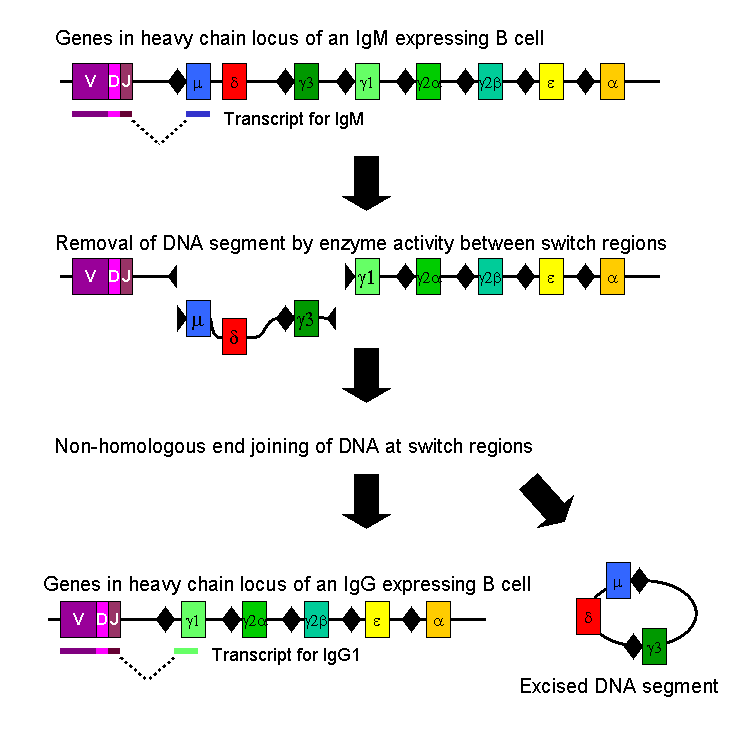
Mecanismo de recombinação na troca de classe que permite a alteração do isótipo nos linfócitos B activados.

A comutação da classe das imunoglobulinas é um processo biológico que se dá após a activação dos linfócitos B, que permite a produção de diferentes classes de anticorpos (IgA, IgE, ou IgG). Estas classes estão definidas pelas regiões constantes (C) da cadeia pesada da imunoglobulina. Inicialmente os linfócitos B virgens expressam só IgM e IgD na superfície celular (inseridas na membrana) com regiões de união ao antígeno idênticas. Cada isótipo está adaptado para uma função diferente e, portanto, depois da activação, é preciso um anticorpo com um mecanismo efetor IgG, IgA ou IgE para a eficaz eliminação do antígeno. A comutação da classe permite a descendência dum só linfócito B produzir anticorpos de diferentes isótipos. Apenas a região constante da cadeia pesada do anticorpo muda durante a troca da classe. As regiões variáveis, e, portanto, a especificidade do antígeno, permanece invariável. Deste modo, produzem-se efetores com a função adaptada para cada ameaça do antígeno. A troca de classe inicia-se por influência de citocinas. O isótipo gerado depende das citocinas presentes ao redor do linfócito B.
O processo dá-se no gene da cadeia pesada por um mecanismo chamado à recombinação da troca de classe (ou CSR, do inglês class switch recombination). Este mecanismo baseia-se em sequências de nucleótidos conservadas, chamadas regiões de troca ou comutação (regiões S ou switch), que se encontram num ponto da sequência do ADN anterior aos genes da região constante (excepto na cadeia δ). A fibra de ADN divide-se pela actividade de determinadas enzimas em duas regiões S concretas. O exão do domínio variável volta a emendar-se através dum processo chamado união de extremidade não-homóloga (ou NHEJ, non-homologous end joining) à região constante escolhida (γ, α ou ε). Este processo acaba formando um gene de imunoglobulina que codifica um anticorpo de um isótipo diferente.

### Conversão genética
A conversão genética é uma troca não recíproca, na qual a sequência de ADN doadora não se modifica, enquanto que o gene aceptor adquire um segmento do doador por recombinação homóloga. Embora este mecanismo para gerar diversidade nos anticorpos seja conhecido há já algum tempo, nunca se lhe deu a devida importância até agora. Sabe-se que é muito importante em aves, as quais usam nas suas cadeias leves e pesadas um grande número de pseudogenes semelhantes às sequências D, situadas no princípio da sequência do gene das cadeias de imunoglobulina. Posteriormente, estes segmentos mudam somaticamente a única região V, e podem também estar submetidas à hipermutação. Este mecanismo, curiosamente, também está presente em alguns outros mamíferos, como os coelhos.

### Fases finais da sintese de imunoglobulinas
Uma vez reagrupados todos os segmentos, produz-se um só ARN mensageiro, que se poliadenila. Este ARN abandona o núcleo, dirigindo-se aos ribossomas do retículo endoplasmático rugoso, onde começa a sua tradução. Posteriormente produz-se a glicosilação dos anticorpos na parte luminal do retículo endoplasmático rugoso e a ensamblagem, cujo processo é o seguinte: H+H → H2+L → H2L2. Constitui uma excepção à IgM, na qual se une primeiro uma cadeia pesada com uma leve. O seu destino final é servir como receptor ou ser segregado, e depende de se possui ou não um fragmento adicional de 19 aminoácidos na extremidade C-terminal. Este péptido incorpora-se à síntese mediante um processo de emparelhamento ou splicing. A sua presença determina se possui ou não uma região hidrófoba que possa ancorar-se à membrana plasmática.

### Designações de especificidade
Um anticorpo pode denominar-se mono-específico se tiver especificidade pelo mesmo antígeno ou epitopo, ou bi-específico se tiver afinidade por dois antígenos diferentes ou dois epitopos distintos do mesmo antígeno. Um grupo de anticorpos pode denominar-se polivalente (ou inespecífico) se tiver afinidade por vários antígenos ou micro-organismos. A chamada imunoglobulina intravenosa, se nada indica o contrário, consiste numa variedade de distintas IgG (IgG policlonal). Em contraste, os anticorpos monoclonais são anticorpos idênticos produzidos por uma só célula B.

### Anticorpos assimétricos
Os anticorpos heterodímeros, que são também assimétricos, possibilitam uma maior flexibilidade e novos formatos que permitam unir diversos fármacos aos braços do anticorpo. Um dos formatos gerais para o anticorpo heterodímero é o formato "protuberâncias-em-buracos" ("knobs-into-holes"). Este formato é específico da parte da cadeia pesada da região constante dum anticorpo. A parte das "protuberâncias" (“knobs”) é construída pela engenharia substituindo um aminoácido pequeno por outro maior. Este encaixa dentro do "buraco" ("hole"), o qual se constrói através da engenharia substituindo um aminoácido grande por outro mais pequeno. O que conecta as “protuberâncias” com os “buracos” são pontes dissulfeto entre as cadeias. A forma “protuberâncias-em-buracos” facilita a citotoxicidade mediada por células dependente do anticorpo. Os fragmentos variáveis da cadeia simples (scFv) encontram-se conectados ao domínio variável das cadeias pesada e leve por meio de um curto péptido de união ou linker. Este é rico em glicina, dando-lhe maior flexibilidade, e em serina/treonina, o que lhe confere a sua especificidade. Podem conectar-se dois fragmentos scFv distintos por meio da região de dobradiça ao domínio constante da cadeia pesada ou ao domínio constante da cadeia leve. Isto resulta na bi-especificidade do anticorpo, permitindo-lhe interagir com as especificidades de ligação de dois antígenos diferentes. O formato "protuberâncias-em-buracos" potencia a formação de heterodímeros, contudo não suprime a formação de homodímeros.
Para melhorarem ainda mais a função dos anticorpos heterodímeros, muitos cientistas estão a pensar produzir construções artificiais. Os anticorpos artificiais são motivos proteicos muito diversos que usam a estratégia funcional da molécula de anticorpo, não sendo porém limitados pelas restrições estruturais da armação e loops dos anticorpos naturais. Poder controlar o desenho combinacional da sequência e o espaço tridimensional poderia trascender o desenho natural e permitir a união de diferentes combinações de medicamentos aos braços da molécula.
Os anticorpos heterodímeros possuem uma maior variedade de formas que podem adoptar e os fármacos que estão unidos aos braços não precisam ser os mesmos em todos os braços, o que permite fazer combinações diferentes de fármacos para utilizá-los no tratamento do cancro. Os farmacêuticos podem produzir anticorpos altamente funcionais bi-específicos e inclusive multi-específicos. O grau em que podem funcionar é impressionante dado que tal alteração da forma em relação à sua forma natural deveria, em princípio, levar a uma diminuição da funcionalidade.

## Evolução das imunoglobulinas
O desenvolvimento de organismos complexos, com tecidos e várias linhas celulares necessitou do aparecimento de novas moléculas para assegurar, por um lado, que as células se aderiam a outras da mesma colónia e por outro, a defesa frente a possíveis intrusos parasitas ou patogénicos. Ao longo da evolução no desenvolvimento dos sistemas imunitários foram utilizadas três tipos de moléculas, as lectinas, as LLR e as imunoglobulinas. Os seus padrões operativos misturam-se por vezes para combinar as suas propriedades, embora existam poucas moléculas que contenham todas, como é o caso do gene da doença poliquística renal (PKD1).
Muitos estudos integram provas importantes de que a superfamília das imunoglobulinas tem representantes entre as bactérias e arqueas ou que pelo menos as presentes neste grupo e as de eucariotas poderiam ter um antepassado comum, a partir do qual evoluíram separadamente. Assim, atribuíram-se a este grupo de proteínas bacterianas "semelhantes a imunoglobulinas" (BIg's) o receptor Fc de Ig em Streptococcus agalactiae, e a endoglucanase C de Cellumonas fimi. Também existem outros exemplos como a invasina de Yersinia pseudotuberculosis ou as Lig (Leptospiral Ig-like, similares à Ig de Leptospira) de diversas espécies de Leptospira. Após a sua descoberta em Streptococcus descobriu-se uma proteína deste tipo no fago T4. Nesta ocasião destacou-se que o seu papel estava relacionado com a adesividade celular.
As proteínas com domínios Ig são comuns em eucariotas unicelulares, e até certo ponto a sua estrutura possui um carácter conservado. Um exemplo disto seriam as alfa aglutininas de Saccharomyces cerevisiae. Trata-se de moléculas que medeiam a adesão celular e que guardam grandes parecenças com o grupo CD2-CD4 de humanos, cujo papel é em parte similar, intervindo neste último caso na adesão dos linfócitos T com as células que apresentam antígenos e células alvo.

### Animais pluricelulares

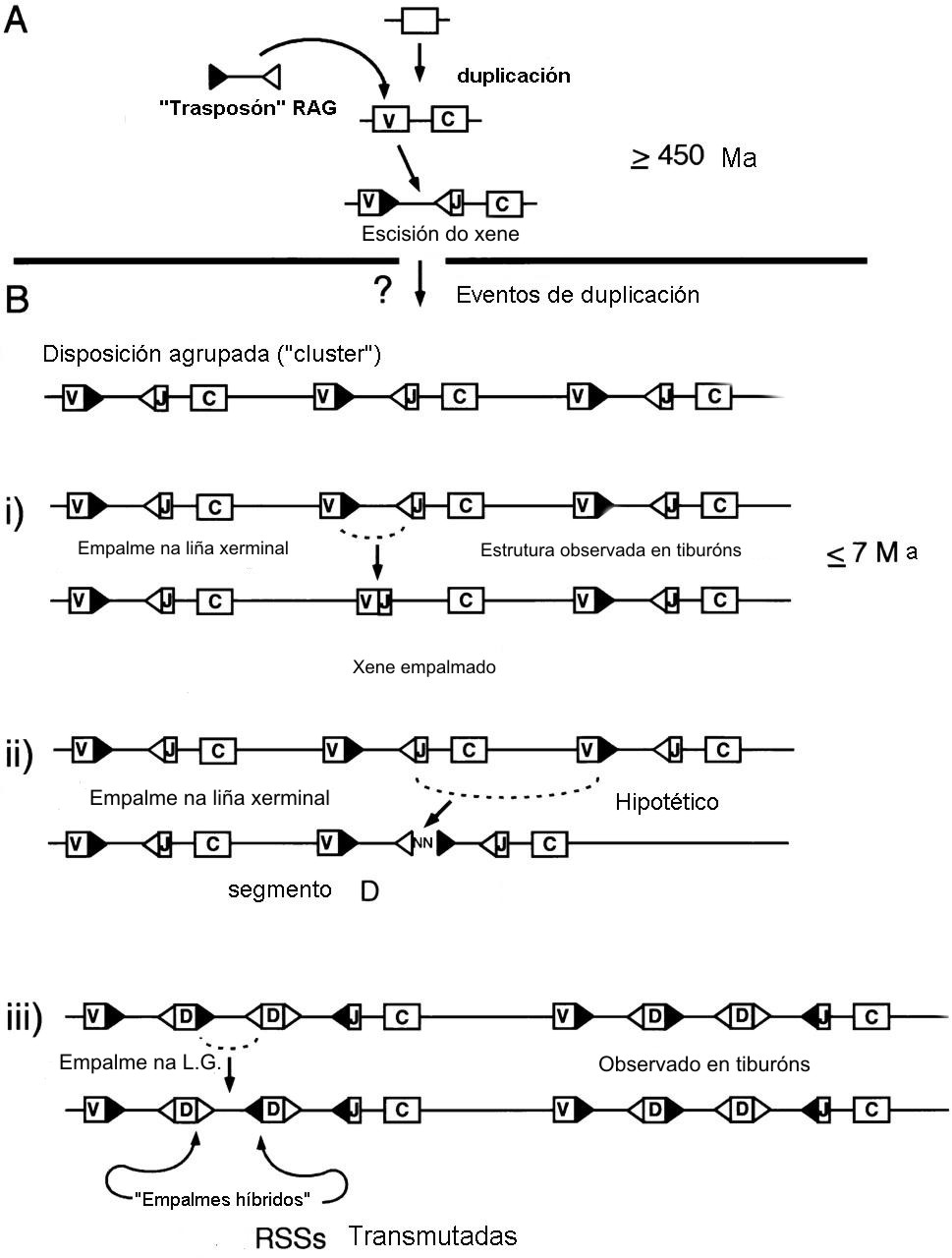
Intermediários postulados na evolução molecular dos loci das Ig e dos TCR. Para uma explicação mais detalhada ver nota.

Porém, é nos grupos de animais pluricelulares mais primitivos, os Parazoa, onde os cientistas tentam encontrar respostas à origem do sistema imunitário adaptativo. Neste sentido, têm-se feito vários trabalhos de investigação com este taxon, e em especial com uma esponja considerada como fóssil vivo, Geodia cydonium e também com Suberites domuncula. Na primeira podem-se encontrar muitos dos tipos de proteínas que também estão implicadas na imunidade dos mamíferos. Em especial, há dois tipos da superfamília das imunoglobulinas, as unidas ao receptor tirosína-quínase, e as moléculas não enzimáticas de adesão das esponjas. Curiosamente, os domínios correspondentes já demonstram polimorfismo, e embora cumpram funções que são simultaneamente de receptores e de moléculas de adesão celular, estão sobre-regulados em experimentos de enxertia.
Em resumo, a superfamília das imunoglobulinas interveio no surgimento da multicelularidade ao manter a integridade estrutural dos organismos distinguindo o próprio do alheio. Isto ocorre graças à suas capacidades de gerar módulos, de unir-se especificamente a outras proteínas e de formar bastões, assim como de oligomerizar-se e gerar diversidade por splicing alternativo a partir de material genético limitado, convertem-se em modelos para mediar a aderência celular e como receptores de superfície de membrana.
Na busca de precedentes do sistema imunitário adaptativo, encontramos vários exemplos de proteínas da superfamília das Ig em protóstomos que desempenham um papel na defesa imunitária, como a hemolina em bichos-da-seda, ou a proteína Dscam na Drosophila melanogaster, assim como proteínas relacionadas com o fibrinógeno com domínios Ig (FREP) em gastrópodes. Algumas destas proteínas, que representam uma barreira do tipo inato, podem ter isoformas solúveis e ancoradas à membrana, e gerar diversidade por splicing alternativo, e em zonas da molécula diferentes às cadeias variáveis de articulados.

### Deuteróstomos
Muitos dos elementos do sistema imunitário adaptativo, incluindo as células especializadas, estão já pré-configurados nos organismos mais basais dos deuteróstomos. Foram feitas investigações no ouriço-do-mar Strongylocentrotus purpuratus, onde se encontrou um rico sistema imunitário com homólogos de importantes reguladores imunitários e hematopoiéticos de articulados, alguns deles críticos. Especula-se por isso que a pressão evolutiva chave para o desenvolvimento do complexo sistema imunitário em deuteróstomos não foi tanto a ameaça de patógenos como a existência de uma rica variedade de organismos simbiontes, dos quais é um bom exemplo a flora intestinal humana. Como forma de ilustração, viu-se que 60% das espécies de equinodermos estão associados a simbiontes bacterianos. Em tunicados continua o aumento da complexidade do sistema imunitário. Na ascídia Botryllus schlosseri, em experimentos com enxertos não compatíveis, foram detectadas muitas proteínas que revelam um complexo sistema imunitário inato e algumas proteínas com domínio de imunoglobulina, e o mais surpreendente, é que também se pode encontrar um homólogo evidente de RAG1, contíguo a uma estrutura semelhante ao RAG2. Porém, é em cefalocordados onde podemos encontrar os primeiros vestígios das nossas actuais imunoglobulinas. Realizaram-se muitos estudos no anfioxo Branchiostoma floridae, no qual se encontraram umas curiosas proteínas, chamadas VCBP (Proteínas tipo V que contêm domínios que se unem à quitina) com significativa homologia com as regiões V (variáveis) das imunoglobulinas, certamente implicadas na resposta imunitária, mas carentes da sua variabilidade. Estudos cristalográficos demonstraram que provavelmente se trata de uma molécula semelhante ao antepassado molecular das actuais regiões variáveis de articulados.
Nos actuais ágnatos dão-se alguns dos traços que identificam um moderno sistema imunitário adaptativo, enquanto que noutros estão ausentes. Por um lado, existem células que já contêm grande parte da maquinaria molecular dos linfócitos. Isto sugere uma evolução deste tipo celular nos vertebrados mais basais, e possivelmente num protocordado. Existem várias proteínas Ig com domínios semelhantes a V, que inclusive contêm regiões V e J, ainda que estejam codificados num único exão e não sejam reorganizáveis. Porém, não possuem um sistema imunitário como o dos articulados, baseado nos antigos anticorpos solúveis, receptores de membrana, reorganização e união por RAG. Por sua vez, esta função é assumida por uma série de proteínas ricas em repetições de leucina, que inclusive podem sofrer uma complexa recombinação, como resultado da qual se obtém uma variabilidade equiparável à dos anticorpos (1014). Isto constitui um extraordinário exemplo de evolução paralela.

### Gnatóstomos
Considera-se que o aparecimento do moderno sistema imunitário teve que ocorrer há 500 milhões de anos, durante a explosão câmbrica.. Provavelmente ocorreu num contexto em que existiriam muitas formas e combinações de módulos de proteínas das quais muitas desapareceriam pelas pressões selectivas. Neste sentido, uma das questões que suscita o apartado anterior é que se a evidência paleontológica indica que os peixes mandibulados actuais procedem dos ágnatos, e estes carecem do mesmo sistema de recombinação dos modernos sistemas imunitários, seguramente deveu existir um antepassado comum, um ostracodermo ancestral que possuísse os dois sistemas. De acordo com este ponto de vista, o sistema de recombinação V(D)J provavelmente representa um desenvolvimento evolutivo convergente numa ramificação dos ostracodermos que precedeu a linha dos gnatóstomos.
Quanto às classes das imunoglobulinas, em peixes encontramos análogos da classe IgM, assim como da IgD, identificada em muitas espécies de teleósteos; Também existem muitas classes exclusivas, como as que contêm as cadeias pesadas ζ e τ. Possivelmente são isótipos anteriores à IgM, evolutivamente falando. No caso dos condríctios também encontramos isótipos exclusivos, para além da IgM. Trata-se das IgW (IgX ou IgNARC) e das IgNAR.
O tipo IgG surge em anfíbios e segue em répteis, enquanto que o tipo IgA aparentemente surge num antepassado comum entre aves e mamíferos. O tipo IgE parece ser exclusivo de mamíferos.

## Aplicações médicas

### Diagnóstico das doenças
Para vários diagnósticos é comum a detecção de anticorpos como prova de confirmação da patologia. Para isso realizam-se testes sorológicos. Como exemplo, em ensaios bioquímicos para o diagnóstico de doenças, estima-se o título de anticorpos contra o vírus de Epstein-Barr ou contra a doença de Lyme. Se esses anticorpos não forem encontrados significa que a pessoa não está infectada ou que o esteve há muito tempo e os linfócitos B que geravam estes anticorpos foram-se reduzindo de forma natural.
Na imunologia clínica analisa-se por nefelometria (ou turbidimetria) os níveis das diferentes classes de imunoglobulinas para caracterizar o perfil dos anticorpos do paciente. Por exemplo, verificar uma elevação do título das diferentes classes de imunoglobulina pode ser útil, por vezes, para determinar a causa da lesão hepática a partir do diagnóstico diferencial. Neste sentido, um título elevado de IgA indicaria cirrose alcoólica; se o que está elevado são as IgM suspeitar-se-ia que há uma hepatite viral e cirrose biliar primária, enquanto que as IgG apareceriam elevadas na hepatite vírica, auto-imune e cirrose.
As doenças auto-imunes podem ser diagnosticadas por anticorpos que se unem a epítopos do próprio organismo; muitos deles podem-se detectar através do exame ao sangue. Um exemplo seria o caso dos anticorpos direcionados contra os antígenos de superfície de eritrócitos na anemia hemolítica mediada pelo sistema imunitário, que se detectam a partir do teste de Coombs. Esta comprovação também é utilizada para rastrear anticorpos na preparação de transfusões de sangue e também nas mulheres no período pré-natal.
Na prática existem muitos métodos imunodiagnósticos baseados na detecção de complexos antígeno-anticorpo que se utilizam no diagnóstico de doenças infecciosas, por exemplo ELISA, imunofluorescência, western blot, imunodifusão e imunoelectroforese.
A nova química do dioxaborolano permite a marcação radioativa de flúor (18F) dos anticorpos, que possibilita o uso de imagens de tomografia por emissão de pósitrões (TEP ou PET) do cancro.

### Tratamentos terapêuticos
A terapia de anticorpos monoclonais é utilizada no tratamento de doenças como a artrite reumatóide, esclerose múltipla, psoríase, e muitas formas de cancro, incluíndo o linfoma não Hodgkin, cancro colorrectal, cancro da cabeça e pescoço e cancro da mama.
Algumas imunodeficiências, como a agamaglobulinemia ligada ao cromossoma X e a hipogamaglobulinemia consistem numa falta parcial ou completa de anticorpos. Estas doenças são por vezes tratadas induzindo uma imunidade a curto prazo chamada imunidade passiva. Esta é adquirida por meio da infusão de anticorpos "pré-fabricados" em forma de soro sanguíneo humano ou animal, imunoglobulinas intravenosas ou anticorpos monoclonais no individuo afectado.

### Terapia pré-natal
As chamadas imunoglobulinas Rho (D) ou imunoglobulinas anti-RhD são específicas do antígeno humano Rhesus D, também conhecido como fator Rhesus.Destes anticorpos anti-RhD, são conhecidas várias marcas comerciais, tais como a RhoGAM, BayRHo-D, Gamulin Rh, HypRho-D, e WinRho SDF. O fator Rhesus é um antígeno que é encontrado nos eritrócitos. Indivíduos com Rhesus-positivos (Rh +) exibem este anticorpo na glicocálix dos seus eritrócitos, enquanto que os indivíduos (Rh-) não o possuem. Durante o nascimento normal, o sangue fetal pode passar para a mãe devido a traumas no parto ou complicações na gravidez. No caso de incompatibilidade de Rh entre a mãe e o filho, a consequente mistura de sangue pode sensibilizar uma mãe Rh- contra o antígeno Rh do filho, fazendo com que nas gravidezes posteriores os fetos corram o risco de sofrer eritroblastose fetal. Os Anti-RhD são administrados como parte do tratamento pré-natal para previr a sensibilização que possa vir a existir para assim evitá-la. Ao tratar a mãe com anticorpos anti-RhD antes e imediatamente após o trauma e o parto destrói-se o antígeno Rh do feto no corpo da mãe. Um aspecto importante é que isto acontece antes que o antígeno possa estimular os linfócitos B maternos que mais tarde poderiam "relembrar" o antígeno Rh gerando linfócitos B de memória. Portanto, o seu sistema humoral imunitário não fabricará anticorpos anti-Rh e não atacará os antígenos Rhesus do seu bebé actual ou futuro.

## Aplicações em investigação científica

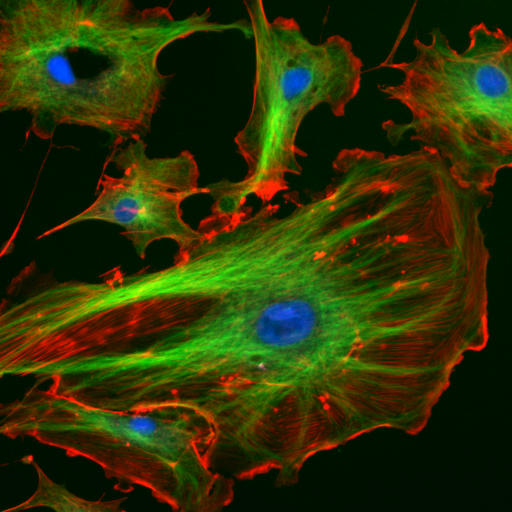
Imagem de imunofluorescência do citoesqueleto de eucariotas. Os filamentos de actina aparecem a vermelho, os microtúbulos em verde e o núcleo celular em azul.

Em investigação, os anticorpos purificados são utilizados em muitas aplicações. São muito habituais para identificar e localizar proteínas intra e extra-celulares. Os anticorpos são utilizados na citometria de fluxo, imunoprecipitação, em análises de western blot para identificar proteínas separadas por electroforese, e em imuno-histoquímica ou imunofluorescência. As proteínas também se podem detectar e quantificar com anticorpos utilizando as técnicas ELISA e ELISPOT.

### Obtenção
Os anticorpos específicos são produzidos em investigação injectando um antígeno num mamífero, como um rato, ratazana, coelho, cabra, ovelha ou cavalo para obter grandes quantidades de anticorpos. O sangue que se isola destes animais contém anticorpos policlonais (muitos anticorpos que se unem ao mesmo antígeno) no soro, o que se denomina antissoro. Os antígenos também se podem injectar em frangos para a produção de anticorpos policlonais na gema do ovo. Para obter anticorpos que sejam específicos para um só epítopo dum antígeno, ísolam-se os linfócitos que segregam anticorpos do animal e são imortalizados fundindo-os com uma linha de células cancerosas. As células fundidas são chamadas hibridomas, e crescem continuamente e segregam anticorpos em cultivo. As células de hibridoma simples são isoladas por clonagem por diluição para gerar clones celulares em que todos produzem o mesmo anticorpo; estes anticorpos são chamados anticorpos monoclonais. Os anticorpos policlonais e monoclonais costumam purificar-se usando a proteína A/G ou cromatografia de afinidade a antígenos.

### Aplicações
Em investigação, os anticorpos modificados são utilizados em muitas aplicações. Os anticorpos para aplicações de investigação podem encontrar-se directamente em fornecedores de anticorpos ou utilizando um motor de investigação especializado. Os anticorpos para investigação são essencialmente usados para identificar e localizar proteínas intra-celulares e extra-celulares. Os anticorpos são utilizados em citometria de fluxo para diferenciar os tipos celulares das proteínas que expressão; os diferentes tipos de células expressão diferentes combinações de moléculas de clusters de diferenciação (CD) na sua superfície, e produzem diferentes proteínas intra-celulares e segregáveis. Também foram utilizadas em imunoprecipitação para separar proteínas e qualquer coisa unida a elas (co-imunoprecipitação) doutras moléculas num lisado celular, em análises através da técnica western blot para identificar proteínas separadas por electroforese, e em imuno-histoquímica ou imunofluorescência para examinar a expressão de proteínas em secções de tecidos ou para localizar proteínas dentro das células com o auxilio dum microscópio. As proteínas podem também ser detectadas e quantificadas com anticorpos, usando as técnicas ELISA e ELISPOT.

### Registo e informação
Os anticorpos utilizados em investigação são alguns dos reactivos mais poderosos e também problemáticos com um enorme número de factores que devem ser controlados em qualquer experimento como a reactividade cruzada, ou o reconhecimento por anticorpo de múltiplos epítopos e afinidades, o que pode variar amplamente dependendo das condições experimentais como o pH, solvente, estado do tecido etc. Foram feitas várias tentativas para melhorar tanto o método em que os investigadores validam os anticorpos como os métodos em que informam dos anticorpos. Os investigadores que usam os anticorpos no seu trabalho precisam de registá-los correctamente para que a sua investigação possa ser reproduzida (e, portanto, comprovada, e qualificada por outros investigadores). Menos de metade dos anticorpos de investigação referenciados em artigos académicos podem ser identificados facilmente. Os artigos publicados em F1000 em 2014 e 2015 proporcionam aos investigadores uma guia para indicação do uso de anticorpos em investigação. O documento RRID, encontra-se co-publicado em 4 revistas que aplicam os padrões RRIDs para a citação de recursos de investigação, os quais utilizam dados de antibodyregistry.org como fonte de identificação de anticorpos. (ver também o grupo em Force11)

## Variantes de anticorpos em medicina e investigação
Por vezes é necessário produzir anticorpos específicos. Para injectar um antígeno num mamífero, como um rato, ratazana ou coelho requer-se pouca quantidade; já numa cabra, ovelha ou cavalo são requeridas grandes quantidades. O sangue isolado destes animais contém anticorpos policlonais (múltiplos anticorpos que se unem ao mesmo antígeno) no soro sanguíneo, ao qual se denomina antissoro. Também se podem injectar antígenos na gema de ovo de galinha para produzi-los. Porém, para aplicações analíticas é preciso uma maior especificidade, sobretudo quando se trata de detectar moléculas muito pequenas, assim como quando se usam em aplicações terapêuticas nas quais se deseja bloquear ou detectar marcadores muito específicos. Por isso, a tecnologia dos anticorpos gerou algumas variantes de anticorpos, entre as quais destacam-se as seguintes:
Anticorpos monoclonais
Se se desejar obter anticorpos específicos para um único epítopo de um antígeno, isolam-se linfócitos secretores de anticorpos dum animal e imortalizam-se fundindo-os com uma linha celular cancerígena. As células fundidas denominam-se hibridomas e continuarão a crescer e a segregar anticorpos no cultivo. Isolam-se as células de hibridoma individuais por meio da clonagem por diluição para gerar clones que produzam todos o mesmo anticorpo. A estes anticorpos dá-se-lhes o nome de anticorpos monoclonais.
Os anticorpos mono e policlonais gerados podem-se purificar utilizando a proteína A/G ou cromatografia de afinidade ao antígeno.
Anticorpos da cadeia leve
É possível gerar artificialmente um anticorpo que conte apenas com as regiões variáveis da cadeia leve e pesada, unidas por um pequeno péptido ou um só aminoácido. Neste caso teremos anticorpos da cadeia leve ou scFv's. Actualmente aplicam-se em técnicas como a citometria de fluxo ou a imunohistoquímica.
Abzimas
A maioria dos anticorpos diferenciam-se doutras proteínas por não apresentarem catálise enzimática na sua função, pelo que tradicionalmente se consideram proteínas de reconhecimento de superfícies moleculares. Porém, na década de 1990 e princípios do século XXI, verificou-se em diversos estudos de imunologia anticorpos com propriedades catalíticas. Tais anticorpos receberam o nome de abzimas. É possível encontrá-los em baixas quantidades no soro de pessoas saudáveis. Um exemplo da existência das abzimas no corpo humano foi a detecção de abzimas contra o ADN no leite materno. Entre outras, estas actividades catalíticas detectadas são a de peptidases inespecíficas e amilolíticas (degradação de amido). Por outro lado, observou-se um aumento no nível de abzimas em doenças auto-imunes. Porém, normalmente fabricam-se de forma artificial gerando anticorpos contra o composto intermediário de uma reacção para a qual se deseja criar uma enzima. Em certas ocasiões podem ter aplicações terapêuticas e industriais.
Nanoanticorpos
Existem propostas para a utilização terapêutica de anticorpos monoclonais de camélido, também chamados de nanocorpos ou nanoanticorpos. Estes constituem excepções no reino animal, dado o seu reduzido tamanho, por serem compostos unicamente por duas cadeias pesadas. Tais peculiaridades permitir-lhes-iam aceder a localizações celulares e antígenos inacessíveis para os anticorpos normais, além de ser possível a sua administração oral.
Faboterápicos
Para obter antídotos contra venenos de picadas de animais como serpentes ou artrópodes, fabricam-se antissoros a partir de soro cru ou altamente enriquecido em imunoglobulinas. Estes procedimentos produziam inicialmente um grande número de reacções alérgicas, como anafilaxias ou a doença do soro. Para evitá-lo, nos anos 40 e 50 realizaram-se estudos de proteólise para reduzir ao mínimo a parte da molécula envolvida na neutralização do veneno. Finalmente, constatou-se que o fragmento F(ab’)2, resultante da digestão com pepsina dos anticorpos, que carece das zonas efectoras da molécula, pode neutralizar igualmente os venenos. O professor Alejandro Alagón Cano propôs para este enfoque terapêutico o nome de faboterapia, observando-se uma incidência muito menor de reacções adversas ao soro, assim como um melhor alcance do compartimento extravascular.
Anticorpos biespecíficos
Um estudo recente demonstrou que a produção de anticorpos capazes de simultaneamente reconhecer e ligar dois epitopos em duas moléculas diferentes pode ser uma opção vantajosa. Neste caso, um anticorpo biespecífico capaz de simultaneamente reconhecer a proteína Env do vírus HIV-1 e o receptor celular CD4 demonstrou ter um poder neutralizante maior e ser capaz de neutralizar várias estirpes de HIV-1.

## Previsão da estrutura
A importância dos anticorpos na saúde e indústria biotecnológica demanda um conhecimento das suas estruturas em alta resolução. Esta informação é utilizada na engenharia de proteínas, modificando a afinidade de união aos antígenos, e identificando um epítopo dum determinado anticorpo. Um método comummente utilizado para determinar as estruturas dos anticorpos é a cristalografia de raios X. No entanto, cristalizar um anticorpo costuma ser trabalhoso e leva muito tempo. Os métodos computacionais proporcionam uma alternativa mais barata e rápida à cristalografia, mas os seus resultados são mais incertos, uma vez que não produzem estruturas empíricas. Os servidores web em linha como Web Antibody Modeling (WAM) e Prediction of Immunoglobulin Structure (PIGS) permitem fazer os modelos computacionais de regiões variáveis dos anticorpos. O Rosetta Antibody é um novo servidor para a previsão de estruturas da região FV de anticorpos, que incorpora técnicas sofisticadas para minimizar os bucles CDR e optimizar a orientação relativa das cadeias leve e pesada, assim como modelos de homologia que prediz a união bem-sucedida dos anticorpos com os seus antígenos específicos.
A capacidade de descrever o anticorpo pela afinidade de união ao antígeno é suplementada pela informação sobre a estrutura de anticorpos e sequências de aminoácidos com o propósito de registar patentes.
Existe uma variedade de métodos utilizados para sequenciação dum anticorpo, incluindo a degradação de Edman, ADNc, etc; apesar de um dos métodos modernos mais comuns para a identificação de peptídeos/proteínas seja a cromatografia líquida acoplada à espectrometria de massa em tandem (LC-MS/MS). O alto volume de métodos de sequenciamento de anticorpos requer abordagens computacionais para a análise de dados, incluindo o sequenciamento "De Novo" de peptídeos directamente de espectros de massa em tandem e métodos de pesquisa na base de dados que utilizam o armazenamento de sequências de proteínas. Muitas versões de sequenciamento de proteína shotgun são capazes de aumentar a cobertura utilizando métodos de fragmentação CID/HCD/ETD e outras técnicas, alcançando progressos significativos na tentativa de conseguir um sequenciamento total de proteínas, principalmente anticorpos. Outros métodos têm assumido a existência de proteínas similares, uma conhecida sequência genómica, ou combinação de abordagens do "topo para a base". As tecnologias actuais têm a capacidade de montar sequências de proteínas com elevada precisão, integrando o sequenciamento "De Novo" de peptídeos, intensidade, e resultados posicionais confiáveis a partir do banco de dados e pesquisas homólogas.